# Betoneira

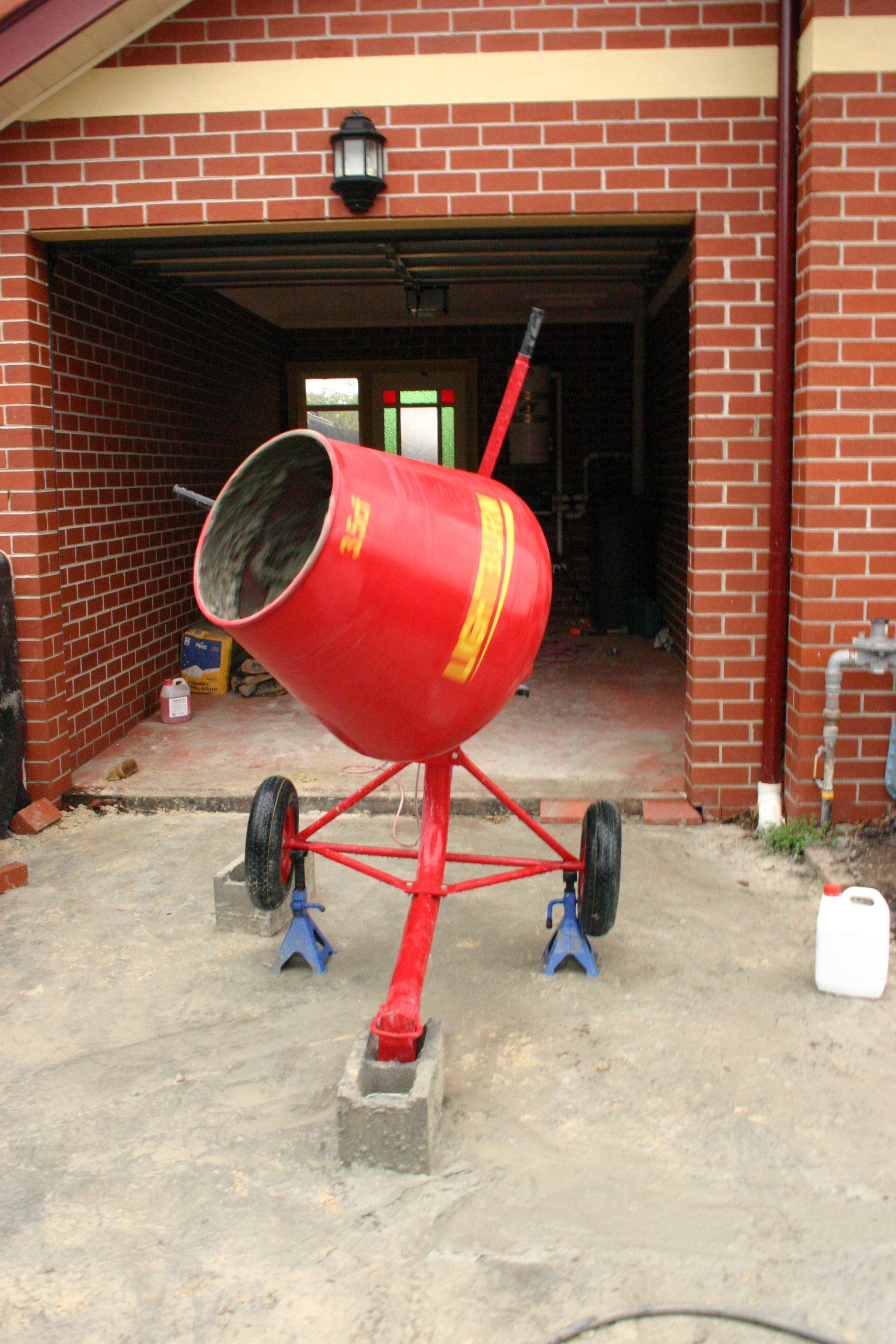
Uma betoneira.

Uma betoneira ou misturador de concreto é o equipamento utilizado para mistura de materiais, na qual se adicionam cargas de pedra, areia e cimento mais água, na proporção e textura devida, de acordo com o tipo de obra.
A critério do arquiteto, engenheiro civil ou do mestre de obras, podem ser acrescidos outros tipos materiais, como diversos tipos de cimentos e pedras, ou aditivos, bem como diferentes proporções destes.

## Utilização
É muito usada na construção civil, principalmente, para mistura de agregados como produtos e matérias primas a exemplo na construção de barragens e açudes utilizando-se o concreto na mistura da argamassa. Por ter composição diferente, não sendo adicionada a pedra e podendo-se adicionar a cal hidratada, esta é mais usada em revestimento, rejuntamentos e outros preparos na obra.
Pode ser usado na mistura e preparo de outros produtos como rações, adubos, plásticos, etc. Neste caso sua denominação passa a ser como misturador.

## Tipos
Pode ser:

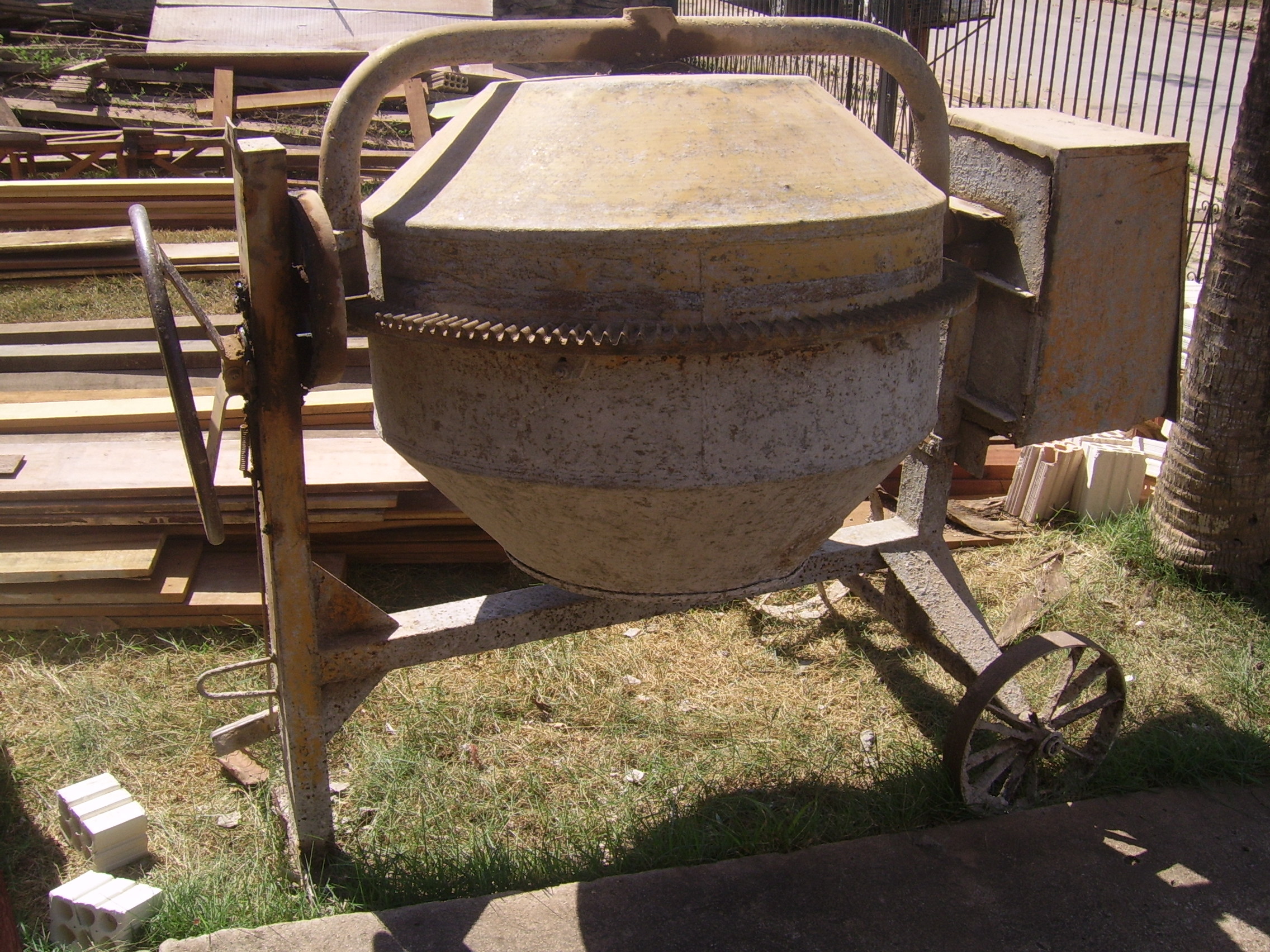
Modelo mais comum

- móvel: na forma de transporte por caminhão betoneira, com um sistema movido por uma correia de aço acoplada a um motor normalmente alimentado por um sistema de transmissão do veículo e hidráulico.
- fixa: como é conhecida no Brasil equipada com motor para que a mistura fique homogênea.
- semi-fixa: o mesmo que fixa porem pode ser facilmente removida pois possui rodas.
- automática: movida por um motor sincronizada equipada com esteiras rolantes.
- semi-automática.

## Capacidade

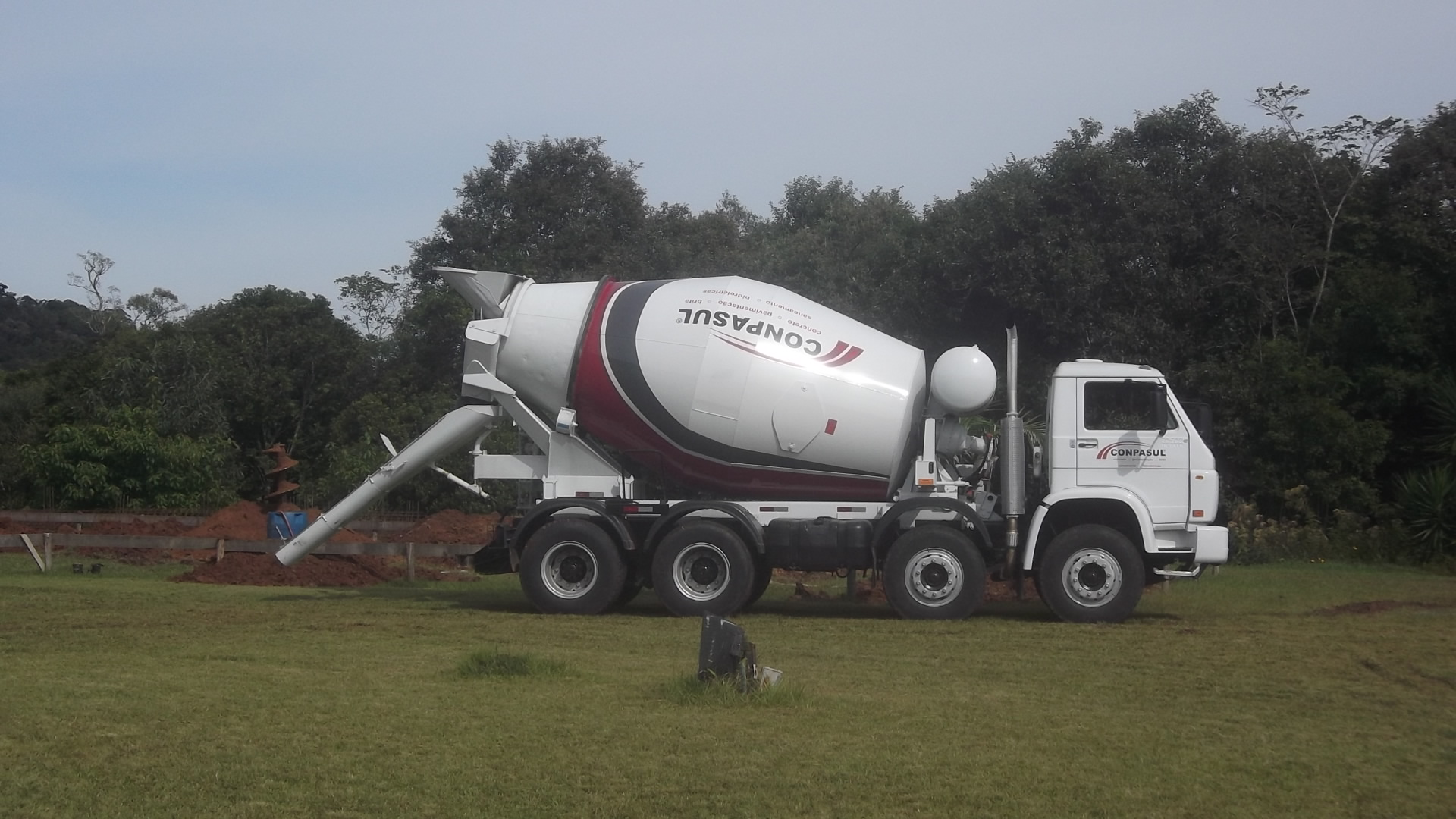
Caminhão betoneira

A sua capacidade varia de acordo com a necessidade pode ir dos pequenos misturadores semi-automáticos que comportam pouco mais de 10 kg ou 10 litros de concreto, movidos por um motor com sistema de polias e correias, pois a mistura deve ser homogênea, até caminhões com mais de dez metros cúbicos de capacidade ou 10.000 litros.
Já que as betoneiras são medidas em litros em alguns locais, porem usa-se normalmente na construção civil como medida de capacidade a  cubagem.
Os sistemas de mistura podem variar conforme o tipo, sendo os mais comuns pivotantes (onde o tambor gira entorno de um eixo) ou rotativas (o tambor gira sobre roletes). As pivotantes funcionam através do giro do tambor e palhetas que cortam a "massa" a ser misturada, como em um liquidificador, já as rotativas provocam o turbilhonamento da mistura, com pás elevando e jogando o material, como em uma roda d'água invertida.
Existem também os misturadores planetários que, para exemplificar, funcionam como uma grande panela com pás misturando o material.
Comercialmente as betoneiras mais comercializadas são as de 320/400 litros onde o "traço" é de aproximadamente 1 saco de cimento por mistura (betonada).

## Equipamentos complementares
Nas grandes construções ou em casos específicos, usa-se uma bomba especial chamada de bomba de concreto que impulsiona o concreto à altura que se fizer necessário, junto a uma central dosadora.
Quando a área é muito extensa usa-se o vibrador de concreto, que tem como função adensar a mistura, retirando as bolhas de ar.
A fim de evitar problemas de entupimento na interrupção ou queda de energia, junto a central dosadora fica um gerador a gás ou óleo diesel, que a mantem ligada por um período de tempo curto.

## Origem
Um dos primeiros misturadores de concretos foi construído por Thomas L. Smith em 1900 e já exibia a montagem básica com um tambor cônico inclinável com lâminas internas. Era montado sobre um chassi e acionado por meio de correntes movidas por um motor à vapor. Além de concreto, era usado para misturar outros materiais como fertilizantes, matéria prima para vidros, areia para fundições e fermento químico em pó.

Já o predecessor do caminhão betoneira pode ser atribuído a Stephen Stepanian, um inventor armeno-americano que em 1916 submeteu um pedido de patente de um misturador motorizado.. A patente foi negada naquele momento, porém foi aprovada em 21 de novembro de 1933.